# Исидзути
Исидзути (яп. 石鎚山 исидзути-сан) — гора в Японии, расположенная на острове Сикоку, входит в состав хребта Исидзути. Имеет высоту 1982 м и является высочайшей вершиной Сикоку и западной Японии.
Является одним из семи священных пиков Японии.